# إدي بويد
إدي بويد (بالإنجليزية: Eddie Boyd)‏ هو عازف بيانو وموسيقي أمريكي، ولد في 25 نوفمبر 1914 في كلاركسديل في الولايات المتحدة، وتوفي في 13 يوليو 1994 في هلسنكي في فنلندا.

## وصلات خارجية
- إدي بويد على موقع IMDb (الإنجليزية)
- إدي بويد على موقع ميوزك برينز (الإنجليزية)
- إدي بويد على موقع أول ميوزيك (الإنجليزية)
- إدي بويد على موقع ديسكوغز (الإنجليزية)